# 赦し (ドキュメンタリー映画)
『赦し その遥かなる道』（ゆるし そのはるかなるみち）は、家族を殺された遺族をめぐる韓国のドキュメンタリー映画。2008年に公開された。日本では2010年から各地で上映会を行っている。

## 出演者
- コ・ジョンウォン - 被害者の遺族[3]
- イ・ヨンウ[2]
- キム・ヘス - ナレーション[4]
- 竹下景子 - 日本語版ナレーション[1]

## スタッフ
- 趙旭煕（チョウ・ウクフィ[5]、チョ・ウクヒ、チョ・ウッキ、조욱희） - 監督[4]